# Arknights
Arknights — китайська тривимірна тактична рольова мобільна відеогра в аніме-стилістиці у жанрі tower defense, розроблена компанією Hypergryph. Відеогра використовує модель free-to-play, але містить в собі внутрішній магазин, де можна купити валюту за реальні гроші, і основою гри є ґача-система. Проєкт випущений у КНР 1 травня 2019 року, а в інших країнах 16 січня 2020 року та на Тайвані 29 червня 2020 року. Arknights доступний на мобільних платформах Android та iOS.

## Ігровий процес
Основний ігровий процес — це гра в жанрі tower defense, в якій кілька персонажів («операторів») виступають в ролі веж. Оператори ближнього бою можуть бути розміщені на наземних клітинках, а оператори дальнього бою — на надземних. Оператори ближнього бою фізично блокують ворогів від просування, а оператори дальнього бою завдають шкоди, лікують або іншим чином підтримують операторів ближнього бою. Гравці повинні розмістити операторів на правильних клітинках, щоб запобігти проникненню ворога на базу гравця. Після того, як оператор знаходиться на місці, його навички можуть бути активовані через певний час для отримання спецефектів, або ж він може бути відкликаний для передислокації після певної затримки.
Бої гравець проходить вручну — сам стратегічно висаджує операторів (персонажі, що виконують функцію захисних веж) із загону, який зібрав перед боєм. Може відкликати операторів під час бою і висадити замість них інших, вручну активує здібності з відповідним типом. Тактика бою залежить не тільки від складу загону, а й від того, як гравець розташує операторів на карті. Результати визначаються не тільки прокачуванням операторів, а й здібностями самого гравця.

### Бій
Бої за своєю структурою однакові:
- Перед боєм гравець збирає або вибирає зі збережених загін з операторами
- Після початку бою гравець висаджує операторів на доступні на карті місця.
- Для висадки кожного оператора потрібна певна кількість Очок Дії. Вони накопичуються з часом, якщо тільки в умовах карти не обумовлено інше. Також є оператори, чиї здібності можуть приносити ОД.
- Мета — не допустити, щоб противники досягли «воріт» гравця.
- У кожної карти є свій ліміт за кількістю допустимих пропущених супротивників. Щоб пройти карту на 3★, потрібно не пропустити жодного.

### Рідкість
Рідкість оператора визначається наявністю зірок. 6★ — найвища рідкість, 1★ — найнижча.
Вона впливає на максимальний рівень і ранг оператора, на характеристику, на кількість і якість здібностей — за наявності одної й тої самої здібності в різних за рідкістю операторів, здібності оператора вищої рідкості відчутно кращий за характеристиками.
Рідкість також впливає на рідкість ресурсів, необхідних для прокачування оператора. Якось «підвищити» рідкість операторам не можна.

### Класи
У грі присутні 8 класів (якщо не брати до уваги ролі всередині класу). Від нього залежить, які ресурси будуть потрібні на прокачування оператора.

## Екранізація
Arknights була екранізована у вигляді аніме-серіалу студією Yostar Pictures з жовтня до грудня 2022 року. Згодом був анонсований другий сезон проєкту.

## Продовження
У березні 2022 року був анонсований спін-оф Arknights: Endfield для платформ Microsoft Windows, Android та iOS.